# ويليام جاي أوليفر
ويليام جاي أوليفر (بالإنجليزية: William J. Oliver)‏ هو شخصية أعمال أمريكي، ولد في 13 يناير 1867 في ميشاواكا في الولايات المتحدة، وتوفي في 28 مارس 1925 في نوكسفيل في الولايات المتحدة.